# Deutsche Turnvereinsmeisterschaft 1938
Die Endrunde um die Deutsche Turnvereinsmeisterschaft 1938 wurde am 23. Januar 1938 in Leipzig zum zweiten Mal ausgetragen. Austragungsort war der festlich geschmückte Saal des Leipziger Zoos. Meister wurde der TSV 1860 München.

## Vorkämpfe
Den Endkampf erreichten am 28. November 1937 in Leuna der TSV Leuna mit Siegen über den Turnverein Eichen und die Hamburger Turnerschaft von 1816. In Frankfurt/Oder setzte sich der Turnklub zu Chemnitz vor der Berliner Turnerschaft, dem Turnklubb Hannover und dem MTV Königsberg durch. In Kassel siegte schließlich der MTV Bad Kreuznach gegen die Aeltere Casseler Turngemeinde, den TV Remscheid und die Turngemeinde Frankfurt-Bornheim.
Am 9. Januar 1938 setzte sich als vierter Endrundenteilnehmer in Schwäbisch Hall der TSV 1860 München gegen den TV Villingen, den MTV Schweidnitz und die Stuttgarter Feuerwehr durch.

## Endrunde
Meister wurde am 23. Januar 1938 der TSV 1860 München, vor dem Turnverein Leuna, dem MTV Bad Kreuznach und dem Turnclub zu Chemnitz.
Einzelmeister wurde Alfred Müller (Leuna) vor Konrad Frey (Bad Kreuznach), Arthur Kleine (Leuna), Kurt Krötzsch (Leuna), Gustav Schmelcher (München) und Innozenz Stangl (München).